# ادوارد پنجم
ادوارد پنجم (به انگلیسی: Edward V) برای مدت کوتاهی از ۹ آوریل ۱۴۸۳ تا ۲۶ ژوئن ۱۴۸۳ پادشاه انگلستان بود و چنین تصور می‌شود که او و برادر کوچکترش به فرمان عمویشان ریچارد سوم به قتل رسیده باشند.

## زندگی
ادوارد پنجم، نخستین پسر ادوارد چهارم، در ۴ نوامبر ۱۴۷۰ و در زمانی که مادرش الیزابت وودویل در کلیسای وست‌مینستر لندن پناه گرفته بود زاده شد. ادوارد از خاندان یورک بود و تولدش مصادف شده بود با جنگ‌های گل‌های سرخ بین دو خاندان لنکستر و یورک که به خلع پدرش ادوارد چهارم از سلطنت منجر شده بود. با بازپس‌گیری تاج و تخت توسط ادوارد چهارم در ۱۴۷۱، عنوان شاهزاده ولز به ادوارد پنجم اعطا شد.
در ۹ آوریل ۱۴۸۳ ادوارد چهارم درگذشت و ادوارد پنجم بر تخت پادشاهی نشست. از آنجا که او ۱۲ سال بیشتر نداشت بنا بر وصیت پدرش، عمویش ریچارد، دوک گلاستر به عنوان نیابت سلطنت، قیمومیت او را بر عهده گرفت. اما هنوز مدت زیادی از برتخت نشستن ادوارد پنجم نگذشته بود که او و برادر کوچکترش ریچارد، دوک یورک به بهانهٔ حفظ امنیت توسط عمویشان در برج لندن زندانی شدند.
تاجگذاری ادوارد پنجم در این مدت چندین بار به تأخیر افتاد تا آنکه الهیات‌پژوهی به‌نام رالف شا طی نطقی در ۲۲ ژوئن ۱۴۸۳، سندی را ارائه نمود که نشان می‌داد ادوارد چهارم پیش از ازدواج با الیزابت وودویل با زن دیگری نامزد بوده‌است، پس ازدواج آن دو را مردود و فرزندانشان را نامشروع اعلام نمود. بدین ترتیب ادوارد پنجم از سلطنت خلع و عمویش ریچارد با عنوان ریچارد سوم در ۲۵ ژوئن همان سال بر تخت پادشاهی نشست.
پس از این اتفاق دیگر هیچ خبری از دو شاهزادهٔ نوجوان زندانی در برج لندن به گوش نرسید و چنین تصور می‌شود که بنا بر دستور عمویشان در اوت همان سال به قتل رسیده باشند.
در ۱۶۷۴ تابوتی چوبی در برج لندن پیدا شد که حاوی استخوان‌های دو کودک بود. با فرض اینکه این استخوان‌ها باید متعلق به ادوارد پنجم و برادر کوچکترش ریچارد باشد، باقی‌ماندهٔ اجساد را با نام آن دو در کلیسای وست‌مینستر لندن به خاک سپردند.

## نگارخانه

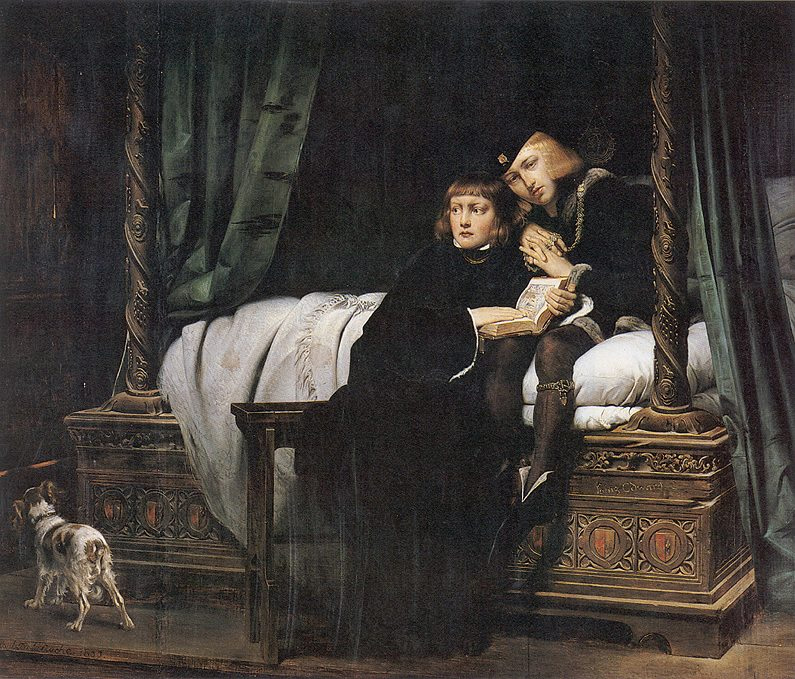
تابلوی ادوارد پنجم و برادرش دوک یورک در برج لندن اثر پل دلاروش